# Audrieu
Audrieu és un municipi francès situat al departament de Calvados i a la regió de Normandia. L'any 2007 tenia 978 habitants.

## Demografia

### Població
El 2007 la població de fet d'Audrieu era de 978 persones. Hi havia 340 famílies de les quals 46 eren unipersonals (19 homes vivint sols i 27 dones vivint soles), 107 parelles sense fills, 168 parelles amb fills i 19 famílies monoparentals amb fills.
La població ha evolucionat segons el següent gràfic:
Habitants censats

### Habitatges
El 2007 hi havia 362 habitatges, 340 eren l'habitatge principal de la família, 6 eren segones residències i 16 estaven desocupats. 359 eren cases i 3 eren apartaments. Dels 340 habitatges principals, 286 estaven ocupats pels seus propietaris, 45 estaven llogats i ocupats pels llogaters i 10 estaven cedits a títol gratuït; 2 tenien una cambra, 9 en tenien dues, 25 en tenien tres, 67 en tenien quatre i 238 en tenien cinc o més. 291 habitatges disposaven pel capbaix d'una plaça de pàrquing. A 109 habitatges hi havia un automòbil i a 224 n'hi havia dos o més.

### Piràmide de població
La piràmide de població per edats i sexe el 2009 era:
| Homes | Edats   | Dones |
| ----- | ------- | ----- |
| 0     | 95 o +  | 4     |
| 0     | 90 a 94 | 4     |
| 0     | 85 a 89 | 0     |
| 8     | 80 a 84 | 4     |
| 0     | 75 a 79 | 12    |
| 12    | 70 a 74 | 8     |
| 0     | 65 a 69 | 16    |
| 12    | 60 a 64 | 16    |
| 36    | 55 a 59 | 24    |
| 24    | 50 a 54 | 20    |
| 52    | 45 a 49 | 48    |
| 24    | 40 a 44 | 40    |
| 28    | 35 a 39 | 28    |
| 36    | 30 a 34 | 40    |
| 16    | 25 a 29 | 12    |
| 32    | 20 a 24 | 20    |
| 68    | 15 a 19 | 52    |
| 36    | 10 a 14 | 24    |
| 20    | 5 a 9   | 20    |
| 16    | 0 a 4   | 28    |

## Economia
El 2007 la població en edat de treballar era de 628 persones, 481 eren actives i 147 eren inactives. De les 481 persones actives 437 estaven ocupades (235 homes i 202 dones) i 45 estaven aturades (17 homes i 28 dones). De les 147 persones inactives 58 estaven jubilades, 55 estaven estudiant i 34 estaven classificades com a «altres inactius».

### Ingressos
El 2009 a Audrieu hi havia 355 unitats fiscals que integraven 1.058 persones, la mediana anual d'ingressos fiscals per persona era de 20.052 €.

### Activitats econòmiques
Dels 26 establiments que hi havia el 2007, 2 eren d'empreses extractives, 7 d'empreses de construcció, 3 d'empreses de comerç i reparació d'automòbils, 3 d'empreses d'hostatgeria i restauració, 2 d'empreses financeres, 2 d'empreses de serveis i 7 d'empreses classificades com a «altres activitats de serveis».
Dels 11 establiments de servei als particulars que hi havia el 2009, 2 eren tallers de reparació d'automòbils i de material agrícola, 1 fusteria, 2 lampisteries, 2 electricistes, 1 perruqueria, 2 restaurants i 1 saló de bellesa.
L'any 2000 a Audrieu hi havia 6 explotacions agrícoles que ocupaven un total de 672 hectàrees.

## Equipaments sanitaris i escolars
El 2009 hi havia 1 escola maternal i 1 escola elemental.

## Poblacions més properes
El següent diagrama mostra les poblacions més properes.